# Maquiné
Maquiné är en kommun i Brasilien.   Den ligger i delstaten Rio Grande do Sul, i den södra delen av landet, 1 600 km söder om huvudstaden Brasília. Antalet invånare är 6 908.
I omgivningarna runt Maquiné växer i huvudsak städsegrön lövskog. Runt Maquiné är det ganska glesbefolkat, med 23 invånare per kvadratkilometer.